# 高窗乐队
高窗乐队（希伯來語：‎）是1960年代以色列的一支流行演唱组合，该组合由阿里克·爱因斯坦，施穆里克·克劳斯和乔希·卡茨组建而成。

## 历史
高窗乐队于1966年年底建立，作为乐队的作曲及声乐编曲的克劳斯是该组合的灵魂人物。高窗乐队的首张专辑《高窗》于1967年4月，也就是六日战争前六周面世，这也成为了以色列流行音乐发展的重要标志。2007年，这张专辑在其发行40年后再发重制版，这张专辑也被授予了以色列白金唱片荣誉奖项。
这支乐队只维系了一年左右的时间，在爱因斯坦因为一些分歧离开乐队后，克劳斯和乔希·卡茨两人前往伦敦谋求发展，虽未成功，但是两人后来结为了夫妇。
高窗乐队的音乐即轻快，又朗朗上口，他们的很多歌曲几乎都成为了以色列的经典曲目，例如《Einech Yechola》（You Can't），《Kol HaShavua Lach》（The Whole Week for You），《Ahava Rishona》（First Love），《Yehezkel》（Ezekiel，中译为以西结），《Chayal Shel Shokolad》（Chocolate Soldier），《Kama Naim》（(How Pleasant）。
高窗乐队的《Zemer Nugeh》（A Sad Song）是一首以以色列女诗人雷切尔的诗为词的一首情歌，曾被以色列航天员伊兰·拉蒙的妻子选做哥伦比亚号STS-107任务中送给其丈夫的起床曲，但是此次任务因为飞船在返回过程中解体而失败，飞船上的所有宇航员全部遇难，而此歌歌词中“我的死期，或许近在眼前”“我们就要洒泪诀别”似乎印证了伊兰·拉蒙的命运而往往会将此歌与伊兰·拉蒙联系起来。

## 乐队成员
- 阿里克·爱因斯坦——演唱
- 施穆里克·克劳斯——吉他，演唱
- 乔希·卡茨——演唱

## 唱片
- 《高窗》（1967年）